# Il mostro di Firenze (film)
Il mostro di Firenze è un film del 1986, diretto da Cesare Ferrario, liberamente tratto dall'omonimo libro del giornalista Mario Spezi.

## Trama

Giulia (Bettina Giovannini)

Toscana. In località Scopeti, una coppia di giovani fidanzati francesi viene barbaramente uccisa nella propria tenda da campeggio da un misterioso maniaco che, prima di loro, ha già ucciso altre sette coppie e sta terrorizzando tutta la provincia fiorentina da quasi vent'anni, e che è stato ribattezzato dai mass-media il Mostro di Firenze.
Giulia, una giovane giornalista che segue da quattro anni questa terribile vicenda per il quotidiano per cui lavora, è fidanzata con Andreas Ackermann, uno scrittore che su questo macabro e misterioso assassino sta scrivendo un romanzo, tentando anche di ricostruirne la personalità e i motivi che lo abbiano portato a commettere questi terribili delitti.
Per Andreas, che un giorno fa anche la conoscenza della madre di una delle vittime del serial-killer, scoprire l'identità del Mostro è divenuta come un'ossessione tanto da arrivare a crearsi, partendo dalla ricostruzione del primo delitto (avvenuto a Signa nel 1968), un proprio personale identikit psicofisico dell'omicida: un uomo insospettabile, di famiglia benestante, d'intelligenza superiore alla media, spinto a uccidere per via della propria impotenza sessuale concatenata a un trauma vissuto nell'infanzia riguardante le perversioni dei propri genitori.
Quelle che Andreas crede essere solo delle fantasie frutto della propria immaginazione di scrittore, sembrano però iniziare ad avere alcuni riscontri nella realtà: l'uomo infatti comincia a vedere il killer e la madre da lui immaginati in varie situazioni reali: a teatro nel mentre della rappresentazione dell'opera lirica Otello, in un ristorante durante una cena tra amici e infine in un bosco, luogo di uno degli omicidi del Mostro.
Lo scrittore immagina quel giorno in cui l'uomo verrà processato, ma sa che dovranno scavare a fondo anche nella sua infanzia per comprendere cosa lo ha portato a diventare il mostro di Firenze.
Rassegnato dal fatto che probabilmente il killer non verrà mai catturato, Andreas è sempre più perseguitato da quelle che sembrano anche a lui delle allucinazioni, ma quando in un bar di Firenze l'uomo scorge il suo killer lo insegue e lo ferma: trovatosi faccia a faccia con l'uomo, Andreas non sa che cosa dire e come comportarsi e così lo lascia andare, il killer così se ne va, passeggiando tranquillamente tra le vie del centro storico della città.

## Distribuzione
Il film venne distribuito nelle sale cinematografiche italiane il 12 aprile 1986, a pochi mesi di distanza da quello che sarà a posteriori l'ultimo omicidio del misterioso assassino seriale che terrorizzò la provincia fiorentina per quasi vent'anni, per sfruttare la scia emotiva lasciata nell'opinione pubblica.

### Problemi giudiziari
Il film, distribuito dalla Titanus di Goffredo Lombardo, ebbe un buon successo di pubblico (superò il miliardo di lire d'incassi), anche se ebbe alcuni problemi alla sua uscita sia con la magistratura, a causa della ricostruzione che veniva data della vicenda e delle ipotesi sulla personalità del Mostro (le indagini delle forze dell'ordine, all'epoca in cui uscì il film, erano ancora ad un punto morto) sia con alcune delle famiglie delle vittime del serial killer, le quali non volevano che si speculasse su questa tragica vicenda.
La magistratura, a pochi giorni dalla sua uscita, dispose il sequestro della pellicola vietandone la programmazione in tutte le sale italiane; in seguito al ricorso presentato dalla Titanus, il film venne dissequestrato e nuovamente distribuito nel circuito cinematografico, ma il divieto di programmazione rimase comunque in vigore anche se solo per le sale cinematografiche della Toscana.

## Opere correlate
Il 7 febbraio dello stesso anno (due mesi prima l'uscita della pellicola) era stato distribuito un altro film di genere thriller-horror che s'ispirava alla vicenda del Mostro di Firenze, L'assassino è ancora tra noi, diretto da Camillo Teti e con protagonisti Mariangela D'Abbraccio e Giovanni Visentin.